# Meysam Nassiri
Meysam Nassiri é um matemático iraniano, professor do Institute for Research in Fundamental Sciences.
Foi palestrante convidado do Congresso Internacional de Matemáticos no Rio de Janeiro (2018).